# Diócesis de David
La diócesis de David (en latín: Dioecesis Davidensis) es una circunscripción eclesiástica de la Iglesia católica en Panamá. Se trata de una diócesis latina, sufragánea de la arquidiócesis de Panamá. Desde el 15 de febrero de 2024 su obispo es Luis Enrique Saldaña Guerra, de la Orden de Frailes Menores.

## Territorio y organización
La diócesis tiene 8653 km² y extiende su jurisdicción sobre los fieles católicos de rito latino residentes en la provincia de Chiriquí y en la comarca Ngäbe-Buglé los distritos de: Besikó, Mironó, Nole Duima y Müna.
La sede de la diócesis se encuentra en la ciudad de David, en donde se halla la Catedral de San José.
En 2021 en la diócesis existían 26 parroquias agrupadas en 6 zonas pastorales.

## Historia
La diócesis fue erigida el 6 de marzo de 1955 con la bula Amantissimus Deus del papa Pío XII, obteniendo el territorio de la arquidiócesis de Panamá (provincias de Chiriquí y de Bocas del Toro).
El 17 de octubre de 1962 cedió una porción de su territorio para la erección de la prelatura territorial de Bocas del Toro mediante la bula Novae Ecclesiae del papa Juan XXIII.
El 7 de marzo de 1997 se creó la comarca Ngäbe-Buglé incluyendo parte de la provincia de Chiriquí, que continuó siendo parte de la diócesis.

## Estadísticas
Según el Anuario Pontificio 2022 la diócesis tenía a fines de 2021 un total de 445 550 fieles bautizados.
| Año                                                                             | Población            | Población | Población      | Sacerdotes | Sacerdotes    | Sacerdotes    | Bautizados por sacerdote | Diáconos permanentes | Religiosos | Religiosos | Parroquias |
| Año                                                                             | Bautizados católicos | Total     | % de católicos | Total      | Clero secular | Clero regular | Bautizados por sacerdote | Diáconos permanentes | Varones    | Mujeres    | Parroquias |
| ------------------------------------------------------------------------------- | -------------------- | --------- | -------------- | ---------- | ------------- | ------------- | ------------------------ | -------------------- | ---------- | ---------- | ---------- |
| 1966                                                                            | 230 400              | 240 000   | 96.0           | 32         | 6             | 26            | 7200                     |                      | 26         | 43         | 19         |
| 1970                                                                            | 213 000              | 236 253   | 90.2           | 34         | 9             | 25            | 6264                     |                      | 25         | 46         | 25         |
| 1976                                                                            | 235 000              | 260 000   | 90.4           | 36         | 4             | 32            | 6527                     |                      | 48         | 48         | 26         |
| 1980                                                                            | 259 800              | 294 800   | 88.1           | 44         | 2             | 42            | 5904                     |                      | 52         | 54         | 25         |
| 1990                                                                            | 354 079              | 382 310   | 92.6           | 40         | 7             | 33            | 8851                     |                      | 41         | 59         | 29         |
| 1999                                                                            | 335 000              | 374 000   | 89.6           | 42         | 9             | 33            | 7976                     | 11                   | 41         | 50         | 29         |
| 2000                                                                            | 340 000              | 380 000   | 89.5           | 43         | 12            | 31            | 7906                     | 12                   | 41         | 50         | 30         |
| 2001                                                                            | 348 000              | 418 000   | 83.3           | 44         | 10            | 34            | 7909                     | 13                   | 47         | 45         | 30         |
| 2003                                                                            | 345 000              | 385 000   | 89.6           | 46         | 9             | 37            | 7500                     | 12                   | 47         | 50         | 30         |
| 2004                                                                            | 345 000              | 390 000   | 88.5           | 53         | 17            | 36            | 6509                     | 11                   | 46         | 56         | 32         |
| 2006                                                                            | 351 000              | 396 000   | 88.6           | 53         | 17            | 36            | 6622                     |                      | 42         | 56         | 34         |
| 2016                                                                            | 415 480              | 471 000   | 88.2           | 47         | 14            | 33            | 8840                     | 6                    | 37         | 53         | 26         |
| 2019                                                                            | 433 160              | 492 000   | 88.0           | 51         | 16            | 35            | 8493                     | 6                    | 39         | 53         | 26         |
| 2021                                                                            | 445 550              | 506 000   | 88.1           | 51         | 16            | 35            | 8736                     | 11                   | 35         |            | 26         |
| Fuente: Catholic-Hierarchy, que a su vez toma los datos del Anuario Pontificio. |                      |           |                |            |               |               |                          |                      |            |            |            |

## Episcopologio
- Tomás Alberto Clavel Méndez † (24 de julio de 1955-3 de marzo de 1964 nombrado arzobispo de Panamá)
- Daniel Enrique Núñez Núñez † (4 de junio de 1964-11 de enero de 1999 falleció)
- Cardenal José Luis Lacunza Maestrojuán, O.A.R. (2 de julio de 1999-15 de febrero de 2024 retirado)[nota 2][nota 3]
- Luis Enrique Saldaña Guerra, O.F.M., desde el 15 de febrero de 2024